# Nomsa Manaka
Nomsa Kupi Manaka (Soweto, 1962) es una actriz y coreógrafa sudafricana.

## Biografía

### Primeros años yGorée
Manaka nació en 1962 en Orlando, en la zona urbana de Soweto, Johannesburgo. Formada en ballet clásico, se ha desempeñado como docente de baile en el Centro Funda, fundado por su esposo, Matsemela Manaka. En 1989 actuó en la obra de teatro Gorée, ambientada en este lugar de reunión de esclavos con destino a América, y que trata del viaje espiritual de una joven de color. Esta mujer aprende la danza africana, lo que la lleva a descubrirse a sí misma. Viaja por el continente y termina en Gorea, Senegal, donde conoce a una mujer mayor, interpretada por Sibongile Khumalo, que la ayuda a tomar conciencia de su herencia africana.

### Décadas de 1990, 2000, 2010 y actualidad
En 1991, Manaka fundó una revista de danza titulada Rainbow of Hope, y creó coreografías, entre ellas la de la ópera Daughter of Nebo, en 1993. En sus creaciones coreográficas, fusiona las tradiciones africanas y los enfoques de la danza contemporánea. Su esposo Matsemela Manaka murió en 1998 en un accidente de tráfico.
En 2010 registró una aparición en el cortometraje Exiled, dirigido por Tiisetso Dladla, sobre una mujer que acepta su exilio político en Estados Unidos en 1990. Durante la década de 2010 vivió con el músico Hugh Masekela, quien padecía cáncer de próstata. A ella misma le habían diagnosticado un cáncer de ovarios en 2016. Sobre su forma de afrontar la enfermedad, manifestó: "Era importante para ambos enviar el mensaje de que debemos celebrar nuestra vida y lo que somos. No debemos dejar que el cáncer nos hunda". Hugh Masekela murió en enero de 2018, y Manaka se recuperó de la enfermedad tras meses de quimioterapia. Durante su recuperación ideó el proyecto Dancing Out of Cancer, el cual logró llevar a las tablas del Teatro Joburg para recaudar fondos para los enfermos dicha enfermedad.